# Sigela penumbrata
Sigela penumbrata là một loài bướm đêm thuộc họ Erebidae. Nó được tìm thấy ở Bắc Mỹ, bao gồm Tennessee và Florida.
Sải cánh dài khoảng 11 mm.